# Рівнобічна трапеція

Рівнобічна трапеція з віссю симетрії.

Рівнобічна трапеція або рівнобедрена трапеція, в геометрії Евкліда, це опуклий чотирикутник з лінією симетрії, що ділить навпіл одну пару протилежних сторін. У будь-якій рівнобічній трапеції дві протилежні сторони (основи) паралельні, а дві інші сторони (ребра) мають однакову довжину (Таку ж властивість має паралелограм). Діагоналі також однакової довжини. Кути при основі рівнобедреної трапеції рівні (насправді існують дві пари рівних кутів при основі, де один кут при основі є суміжним кутом для іншого базового, при іншій основі).
Рівнобічна трапеція є окремим випадком трапеції.

## Окремі випадки

Окремі випадки рівнобедреної трапеції

Прямокутники та квадрати зазвичай вважають окремими випадками рівнобедреної трапеції, але деякі джерела виключають їх.
Іншим окремим випадком є трапеція з трьома рівними сторонами, часом також відома як тристороння трапеція. Вона може також розглядатися як відрізана частина з правильного багатокутника з 5 сторонами або більшою кількістю сторін, від якого відсікаються 4 послідовні вершини.

### Самоперетини
Будь-який чотирикутник без самоперетинів та з лише однією віссю симетрії повинен бути або рівнобедреною трапецією або дельтоїдом. Проте, якщо допускаються перетини сторін, то множина симетричних чотирикутників повинна бути розширена за рахунок включення також рівнобедрених трапецій з перетинами та чотирикутниками з перетинами, у яких схрещені сторони мають однакову довжину, а інші сторони паралельні, і антипаралелограми — перехрещенні чотирикутниками, в яких протилежні сторони мають рівну довжину.
Кожен антипаралелограм має рівнобедрену трапецію, як його опуклу оболонку, і може бути утворений з діагоналей і непаралельних сторін рівнобедреної трапеції.
|                              |                                         |                  |
| Опукла рівнобедрена трапеція | Рівнобедрена трапеція, що перетинається | Антипаралелограм |

## Властивості
Якщо відомо, що чотирикутник є трапецією, то не варто перевіряти, що ребра однакової довжини для того, щоб гарантувати, що це рівнобедрена трапеція (взагалі це не так, оскільки ромб є окремим випадком трапеції з ребрами однакової довжини, але не є рівнобедреною трапецією, тому що в ньому відсутня лінія симетрії, яка проходить через середини протилежних сторін); для того, щоб виокремити рівнобедрену трапецію серед трапецій достатньо щоб виконувалась якась одна умова з нижче наведених:
- Діагоналі мають однакову довжину.
- Кути при основі мають однакову міру.
- Відрізок, який з'єднує середини паралельних сторін, перпендикулярний до основ.
- Протилежні кути є суміжними, що в свою чергу означає, що рівнобедрені трапеції є вписаними чотирикутниками.
- Діагоналі ділять одна одну на відрізки з попарно рівними довжинами; з точки зору малюнку, наведеного нижче, AE = DE, BE = CE (додаткова умова AE ≠ CE дозволяє виключити прямокутники).

Якщо прямокутники включені в клас трапецій, то можна стисло визначити рівнобедрену трапецію як «вписаний чотирикутник з рівними діагоналями», або як «вписаний чотирикутник з парою паралельних сторін» або як «опуклий чотирикутник з лінією симетрії, що проходить через середини протилежних сторін».

## Кути
У рівнобічної трапеції кути при основі попарно однакові. На малюнку нижче кути ∠ABC ,та∠DCB є тупими кутами однакової величини, в той час як кути ∠BAD та ∠CDA — гострі кути, також однакової величини. Оскільки лінії AD та BC паралельні, то кути, прилеглі до протилежних основ є суміжними, тобто кути ∠ABC + ∠BAD = 180°.

## Діагоналі та висоти

Ще одна рівнобедрена трапеція.

Діагоналі рівнобедреної трапеції мають однакову довжину, тобто кожна рівнобедрена трапеція є чотирикутником з рівними діагоналями.
Як видно на зображенні, діагоналі AC і BD мають однакову довжину (AC = BD) і ділять одна одну на відрізки однакової довжини (AE = DE та BE = CE). Відношення в якому кожна діагональ ділиться, дорівнює відношенню довжин паралельних сторін, які вони перетинають
{\displaystyle {\frac {AE}{EC}}={\frac {DE}{EB}}={\frac {AD}{BC}}.}
Довжина кожної діагоналі, відповідно до теореми Птолемея, розраховується за формулою:
{\displaystyle p={\sqrt {ab+c^{2}}}}
Де а і b — довжини паралельних сторін AD і BC, і c — довжина кожної з бічних сторін AB та CD.
Висота, відповідно до теореми Піфагора, розраховується за формулою:
{\displaystyle h={\sqrt {p^{2}-\left({\frac {a+b}{2}}\right)^{2}}}={\tfrac {1}{2}}{\sqrt {4c^{2}-(a-b)^{2}}}.}
Відстань від точки Е до основи AD розраховується за формулою:
{\displaystyle d={\frac {ah}{a+b}}}
Де а і b — довжини паралельних сторін AD і BC, і h — висота трапеції .

## Площа рівнобічної трапеції
Площа рівнобедреної (як і будь-якої) трапеції дорівнює середній лінії помноженій на висоту.
На малюнку праворуч, якщо записати AD = a, та BC = b, і висота h є довжиною відрізка прямої між AD і BC, яка перпендикулярна до них, тоді площа K знаходиться так:
{\displaystyle K={\frac {h}{2}}\left(a+b\right).}
Якщо замість висоти трапеції, відома довжина бічної сторони AB =CD = c, то площа може бути обчислена з використанням формули Брахмагупти для площі вписаного чотирикутника, яка у випадку двох рівних сторін спрощується до:
{\displaystyle K={\sqrt {(s-a)(s-b)(s-c)^{2}}},}
де {\displaystyle s={\tfrac {1}{2}}(a+b+2c)} — півпериметр трапеції. Ця формула аналогічна формулі Герона для обчислення площі трикутника. Попередня формула для площа також може бути записана у вигляді:
{\displaystyle K={\frac {1}{4}}{\sqrt {(a+b)^{2}(a-b+2c)(b-a+2c)}}.}

## Описане коло
Радіус описаного кола розраховується за формулою:
{\displaystyle R=c{\sqrt {\frac {ab+c^{2}}{4c^{2}-(a-b)^{2}}}}.}
У прямокутнику, a = b, і вираз спрощується до: {\displaystyle R={\tfrac {1}{2}}{\sqrt {a^{2}+c^{2}}}}.